# Коста Кота
Ко́ста Ко́та (нар. 1889 року, Корча — пом. 1949 року, Буррель) — албанський політичний діяч, двічі прем'єр-міністр Албанії. 
Упродовж свого першого терміну, він представив перший звід адміністративних законів, що базувався на Наполеонівській моделі. Він був членом кабінету в уряді Мустафи Мерліка Круя у 1941 році .